# Yuqiao, Hebei
Yuqiao (kinesiska: 于桥, 于桥镇) är en köping i Kina. Den ligger i provinsen Hebei, i den norra delen av landet, omkring 220 kilometer söder om huvudstaden Peking.
Genomsnittlig årsnederbörd är 776 millimeter. Den regnigaste månaden är juli, med i genomsnitt 305 mm nederbörd, och den torraste är mars, med 3 mm nederbörd.